# 21 (број)
21 је број, нумерал и име глифа који представља тај број. 21 је природан број који се јавља после броја 20, а претходи броју 22.

## У математици
- Је збир првих шест природних бројева: 1+2+3+4+5+6=21
- Је члан Фибоначијевог низа

## У науци
- Је атомски број скандијума

## У спорту
- Је био број на дресу Владе Дивца док је играо за Сакраменто
- Је био број на дресу кошаркаша Доминика Вилкинса док је играо за Атланту
- Је био број на дресу кошаркаша Кевина Гарнета док је играо у Минесоти
- Је број на дресу Таренса Кинсија у Партизану[1]
- Је потребан број поена да би дошао до победе у бадминтону
- Је приближна дужина полумаратона у километрима[2]

## Остало
- Илиној је 21. држава која се прикључила САД